# Sotklotspindel
Sotklotspindel (Enoplognatha thoracica) är en spindelart som först beskrevs av Carl Wilhelm Hahn 1833.  
Sotklotspindel ingår i släktet Enoplognatha och familjen klotspindlar. Enligt den finländska rödlistan är arten sårbar i Finland. Arten är reproducerande i Sverige. Artens livsmiljö är stränder vid Östersjön. Inga underarter finns listade i Catalogue of Life.